# Candleland
| Recensione | Giudizio |
| ---------- | -------- |
| AllMusic   | [ 1 ]    |

Candleland è il primo album come solista del cantautore inglese Ian McCulloch, pubblicato il 17 settembre 1989.
Raggiunse il numero 18 della classifica britannica e il numero 179 di quella statunitense.

## Tracce
Testi e musiche di McCulloch.
1. The Flickering Wall - 3:35
2. The White Hotel - 3:15
3. Proud to Fall - 3:57
4. The Cape - 4:09
5. Candleland - 3:18
6. Horse's Head - 4:47
7. Faith and Healing - 4:36
8. I Know You Well - 4:06
9. In Bloom - 5:02
10. Start Again - 5:00

## Formazione
- Ian McCulloch - voce, chitarra
- Ray Shulman - basso, tastiere, programmatore
- Michael Jobson - basso in The White Hotel e The Flickering Wall
- Olle Romo - programmatore in Horse's Head e Start Again
- Boris Williams - batteria in The White Hotel e Proud to Fall
- Elizabeth Fraser - voce in Candleland
- Henry Priestman - arrangiamenti archi in I Know You Well
- Billy McGee - arrangiamento archi in Horse's Head

### Produzione
- Gerard Johnson - ingegneria del suono
- Gary Bradshaw - ingegneria del suono
- Ryan Art - progettazione